# Кордеро, Франчи
Франчи Кордеро Варгас (исп. Franchy Cordero Vargas, 2 сентября 1994, Асуа-де-Компостела) — доминиканский бейсболист, аутфилдер клуба Главной лиги бейсбола «Бостон Ред Сокс».

## Карьера
В ноябре 2011 года Кордеро подписал контракт с «Сан-Диего Падрес» в статусе международного свободного агента. В 2012 году начал выступления в дочерней команде «Падрес» в Доминиканской летней лиге. После завершения сезона 2016 года, в котором он выступал за «Лейк-Элсинор Сторм» и «Сан-Антонио Мишнс», Кордеро был включён в расширенный состав «Падрес».
Сезон 2017 года он начал в AAA-лиге в составе «Эль-Пасо Чиуауас». 27 мая Кордеро вызвали в основной состав «Сан-Диего» и в тот же день состоялся его дебют в Главной лиге бейсбола. За «Падрес» он выступал до конца сезона 2019 года. Всего он сыграл в 79 играх регулярного чемпионата, в которых отбивал с показателем 24,0 %, выбил 10 хоум-ранов и украл 7 баз. В июле 2020 года его вместе с питчером Рональдом Боланьосом обменяли в «Канзас-Сити Роялс» на питчера Тима Хилла. В регулярном чемпионате Кордеро появился на бите 42 раза. В феврале 2021 года он перешёл в «Бостон Ред Сокс» в рамках обмена Эндрю Бенинтенди.